# Cabris
Cabris település Franciaországban, Alpes-Maritimes megyében. Lakosainak száma 1421 fő (2022. január 1.). Cabris Grasse, Peymeinade, Saint-Vallier-de-Thiey és Spéracèdes községekkel határos.

## Népesség
A település népességének változása:
| Lakosok száma | 658  | 1131 | 1472 | 1558 | 1384 | 1295 | 1324 | 1352 | 1386 | 1421 |
|               | 1968 | 1982 | 1999 | 2006 | 2012 | 2015 | 2017 | 2018 | 2020 | 2022 |